# IFAF Europe Champions League 2015
La IFAF Europe Champions League 2015 è stata la 2ª edizione del massimo torneo europeo di football americano, organizzato dalla IFAF Europe. Con i 12 team partecipanti la formula del campionato prevede quattro gironi territoriali (Nord, Sud, Est e Ovest), da ognuno dei quali si qualifica una squadra per le Final Four (chiamate "Ledeni Kvas Final Four" per ragioni di sponsorizzazione).
Ha avuto inizio il 18 aprile e si è conclusa il 26 luglio con la finale di Voždovac vinta per 84-49 dagli svedesi Carlstad Crusaders sui serbi Beograd Vukovi.

## Squadre partecipanti
| Club                         | Città                     | Stadio                            | Sponsor ufficiale | Risultato nella stagione 2014                            |
| ---------------------------- | ------------------------- | --------------------------------- | ----------------- | -------------------------------------------------------- |
| Argonautes d'Aix-en-Provence | Aix-en-Provence           | Stade Georges-Carcassonne         |                   | Vincitori D2                                             |
| Beograd Vukovi               | Belgrado                  | Campo di Ada Ciganlija            |                   | Vicecampioni d'Europa; Campioni di Serbia; Campioni CEFL |
| Black Panthers de Thonon     | Thonon-les-Bains          | Stade Joseph-Moynat               |                   | Campioni di Francia                                      |
| Boğaziçi Sultans             | Istanbul                  | Campo dell'Università del Bosforo |                   | Campioni di Turchia                                      |
| Carlstad Crusaders           | Karlstad                  | Tingvalla IP                      |                   | Campioni di Svezia                                       |
| Copenhagen Towers            | Gentofte                  | Gentofte Sportspark               |                   | Campioni di Danimarca                                    |
| Helsinki Roosters            | Helsinki                  | Velodromo di Helsinki             |                   | Campioni d'Europa; campioni di Finlandia                 |
| L'Hospitalet Pioners         | L'Hospitalet de Llobregat | Estadi Serrahima                  |                   | Semifinalisti LNFA                                       |
| Ljubljana Silverhawks        | Lubiana                   | Športni Park Radomlje             |                   | Vicecampioni CEFL                                        |
| London Blitz                 | Londra                    | Finsbury Park                     |                   | Vicecampioni di Gran Bretagna                            |
| Osos de Rivas                | Rivas-Vaciamadrid         | Estadio Cerro del Telégrafo       |                   | Semifinalisti LNFA                                       |
| Seamen Milano                | Milano                    | Velodromo Maspes-Vigorelli        | Cisalfa           | Vincitori XXXIV Italian Superbowl                        |

## Stagione regolare

### Calendario

#### 1ª giornata
| Gentofte 18 aprile 2015, ore 13:00 | Copenhagen Towers | 9 – 34 (0-7 0-7 7-13 2-7) | Carlstad Crusaders | Gentofte Sportspark |

| Aix-en-Provence 18 aprile 2015, ore 15:00 | Argonautes d'Aix-en-Provence | 47 – 14 (7-7 14-7 13-0 13-0) | Osos de Rivas | Stade Georges-Carcassonne |

| Belgrado 18 aprile 2015, ore 15:30 | Beograd Vukovi | 26 – 24 (0-7 13-7 6-8 7-2) | Ljubljana Silverhawks | Campo di Ada Ciganlija |

| Milano 18 aprile 2015, ore 18:00 | Seamen Milano | 37 – 14 (27-0 10-0 0-7 0-7) | L'Hospitalet Pioners | Velodromo Maspes-Vigorelli |

#### 2ª giornata
| Istanbul 2 maggio 2015, ore 14:00 | Boğaziçi Sultans | 19 – 34 (0-0 13-7 6-20 0-7) | Beograd Vukovi | Campo dell'Università del Bosforo |

| Londra 2 maggio 2015, ore 15:00 | London Blitz | 27 – 21 (10-0 0-7 7-7 10-7) | Argonautes d'Aix-en-Provence | Finsbury Park |

| Helsinki 2 maggio 2015, ore 15:00 | Helsinki Roosters | 13 – 0 (7-0 6-0 0-0 0-0) | Copenhagen Towers | Velodromo |

| Thonon-les-Bains 2 maggio 2015, ore 18:00 | Black Panthers de Thonon | 32 – 23 (8-7 12-3 6-7 6-6) | Seamen Milano | Stade Joseph-Moynat |

#### 3ª giornata
| Rivas-Vaciamadrid 16 maggio 2015, ore 17:00 | Osos de Rivas | 0 – 55 (0-14 0-6 0-21 0-14) | London Blitz | Estadio Cerro del Telégrafo |

| Karlstad 16 maggio 2015, ore 17:00 | Carlstad Crusaders | 42 – 7 (14-0 21-0 7-0 0-7) | Helsinki Roosters | Tingvalla IP |

| L'Hospitalet de Llobregat 16 maggio 2015, ore 18:00 | L'Hospitalet Pioners | 0 – 41 (0-13 0-14 0-0 0-14) | Black Panthers de Thonon | Estadi Serrahima |

| Radomlje 17 maggio 2015, ore 15:00 | Ljubljana Silverhawks | 47 – 14 (14-0 13-0 14-7 6-7) | Boğaziçi Sultans | Športni Park |

### Classifica
La classifica della regular season è la seguente:
- PCT = percentuale di vittorie, G = partite giocate, V = partite vinte, P = partite perse, PF = punti fatti, PS = punti subiti
- La qualificazione alle Final Four è indicata in verde

#### Classifica Girone Nord
| Pos. | Squadra            | PCT   | G | V | P | PF | PS |
| ---- | ------------------ | ----- | - | - | - | -- | -- |
| 1    | Carlstad Crusaders | 1.000 | 2 | 2 | 0 | 76 | 16 |
| 2    | Helsinki Roosters  | .500  | 2 | 1 | 1 | 20 | 42 |
| 3    | Copenhagen Towers  | .000  | 2 | 0 | 2 | 9  | 47 |

#### Classifica Girone Est
| Pos. | Squadra               | PCT   | G | V | P | PF | PS |
| ---- | --------------------- | ----- | - | - | - | -- | -- |
| 1    | Beograd Vukovi        | 1.000 | 2 | 2 | 0 | 60 | 43 |
| 2    | Ljubljana Silverhawks | .500  | 2 | 1 | 1 | 71 | 40 |
| 3    | Boğaziçi Sultans      | .000  | 2 | 0 | 2 | 33 | 81 |

#### Classifica Girone Centro
| Pos. | Squadra                  | PCT   | G | V | P | PF | PS |
| ---- | ------------------------ | ----- | - | - | - | -- | -- |
| 1    | Black Panthers de Thonon | 1.000 | 2 | 2 | 0 | 73 | 23 |
| 2    | Seamen Milano            | .500  | 2 | 1 | 1 | 60 | 46 |
| 3    | L'Hospitalet Pioners     | .000  | 2 | 0 | 2 | 14 | 78 |

#### Classifica Girone Ovest
| Pos. | Squadra                      | PCT   | G | V | P | PF | PS  |
| ---- | ---------------------------- | ----- | - | - | - | -- | --- |
| 1    | London Blitz                 | 1.000 | 2 | 2 | 0 | 82 | 21  |
| 2    | Argonautes d'Aix-en-Provence | .500  | 2 | 1 | 1 | 68 | 41  |
| 3    | Osos de Rivas                | .000  | 2 | 0 | 2 | 14 | 102 |

## Ledeni Kvas Final Four

### Squadre qualificate
| Team                     | Girone |
| ------------------------ | ------ |
| Carlstad Crusaders       | Nord   |
| Beograd Vukovi           | Est    |
| Black Panthers de Thonon | Centro |
| London Blitz             | Ovest  |

### Tabellone
|  | Semifinali | Semifinali               | Semifinali |                    |    | Finale         | Finale | Finale |  |
|  |            |                          |            |                    |    |                |        |        |  |
|  | 1W         | London Blitz             | 28         |                    |    |                |        |        |  |
|  | 1W         | London Blitz             | 28         |                    |    |                |        |        |  |
|  | 1E         | Beograd Vukovi           | 35         |                    |    |                |        |        |  |
|  | 1E         | Beograd Vukovi           | 35         |                    | 1E | Beograd Vukovi | 49     |        |  |
|  |            |                          |            |                    | 1E | Beograd Vukovi | 49     |        |  |
|  |            |                          | 1N         | Carlstad Crusaders | 84 |                |        |        |  |
|  | 1N         | Carlstad Crusaders       | 1N         | Carlstad Crusaders | 84 | 41             |        |        |  |
|  | 1N         | Carlstad Crusaders       |            |                    |    |                |        |        |  |
|  | 1S         | Black Panthers de Thonon | 6          |                    |    |                |        |        |  |

### Semifinali
| Voždovac 24 luglio 2015 | London Blitz | 28 – 35 (7-14 7-7 14-0 0-14) referto | Beograd Vukovi | Stadio Voždovac (700 spett.) |
| Cooper 9':05" Q1 ( TD ) 13yd pass from Thompson Daley Q1 ( pat ) Oduyemi 10':20" Q2 ( TD ) 10yd run Daley Q2 ( pat ) Joseph 10':00" Q3 ( TD ) 25yd interception return Daley Q3 ( pat ) Adamson 7':00" Q3 ( TD ) 8yd run Daley Q3 ( pat ) Marcatori Gates 10':10" Q1 ( TD ) 10yd run Tešić Q1 ( pat ) Josović 4':00" Q1 ( TD ) 31yd run Tešić Q1 ( pat ) Washington 00':10" Q2 ( TD ) 10yd pass from Gates Tešić Q2 ( pat ) Josović 11':20" Q4 ( TD ) 4yd run Tešić Q4 ( pat ) Josović 9':00" Q4 ( TD ) 15yd pass from Gates Tešić Q4 ( pat ) |              | |                |                              |
| |              | |                |                              |
| Cooper 9':05" Q1 (TD) 13yd pass from Thompson Daley Q1 (pat) Oduyemi 10':20" Q2 (TD) 10yd run Daley Q2 (pat) Joseph 10':00" Q3 (TD) 25yd interception return Daley Q3 (pat) Adamson 7':00" Q3 (TD) 8yd run Daley Q3 (pat) | Marcatori    | Gates 10':10" Q1 (TD) 10yd run Tešić Q1 (pat) Josović 4':00" Q1 (TD) 31yd run Tešić Q1 (pat) Washington 00':10" Q2 (TD) 10yd pass from Gates Tešić Q2 (pat) Josović 11':20" Q4 (TD) 4yd run Tešić Q4 (pat) Josović 9':00" Q4 (TD) 15yd pass from Gates Tešić Q4 (pat) |                |                              |

| Voždovac 24 luglio 2015, ore 16:30 | Carlstad Crusaders | 41 – 6 (14-0 20-0 7-6 0-0) referto | Black Panthers de Thonon | Stadio Voždovac |
| J. Dahre 9':45" Q1 ( TD ) 30yd pass from Hermodsson N. Johansson Q1 ( pat ) B. Koepp 3':05" Q1 ( TD ) 50yd run N. Johansson Q1 ( pat ) H. Routledge 6':15" Q2 ( TD ) 58yd pass from Hermodsson N. Johansson Q2 ( pat ) B. Koepp 3':30" Q2 ( TD ) 5yd run N. Johansson Q2 ( pat ) J. Moro 00':00" Q2 ( TD ) 3yd pass from Hermodsson B. Koepp 8':00" Q3 ( TD ) 29yd run N. Johansson Q3 ( pat ) Marcatori M. Knox 5':00" Q3 ( TD ) 2yd run |                    |                                    |                          |                 |
| |                    |                                    |                          |                 |
| J. Dahre 9':45" Q1 (TD) 30yd pass from Hermodsson N. Johansson Q1 (pat) B. Koepp 3':05" Q1 (TD) 50yd run N. Johansson Q1 (pat) H. Routledge 6':15" Q2 (TD) 58yd pass from Hermodsson N. Johansson Q2 (pat) B. Koepp 3':30" Q2 (TD) 5yd run N. Johansson Q2 (pat) J. Moro 00':00" Q2 (TD) 3yd pass from Hermodsson B. Koepp 8':00" Q3 (TD) 29yd run N. Johansson Q3 (pat)                                                                  | Marcatori          | M. Knox 5':00" Q3 (TD) 2yd run     |                          |                 |

### Finale II IFAF Europe Champions League
| Voždovac 26 luglio 2015, ore 16:30 | Carlstad Crusaders | 84 – 49 (21-14 34-14 22-14 7-7) referto | Beograd Vukovi | Stadio Voždovac (1.000 spett.) |

## Verdetti
- Carlstad Crusaders Campioni d'Europa 2015